# دو و میدانی در المپیک تابستانی ۱۹۴۸
دو و میدانی در بازی‌های المپیک تابستانی ۱۹۴۸ نام رویداد ورزش دو و میدانی در بازی‌های المپیک تابستانی بود که در سال ۱۹۴۸ برگزار شد.

## جدول مدال‌ها
| رتبه            | کشور                | طلا | نقره | برنز | مجموع |
| --------------- | ------------------- | --- | ---- | ---- | ----- |
| ۱               | ایالات متحده آمریکا | ۱۲  | ۵    | ۱۰   | ۲۷    |
| ۲               | سوئد                | ۵   | ۳    | ۵    | ۱۳    |
| ۳               | هلند                | ۴   | ۰    | ۲    | ۶     |
| ۴               | فرانسه              | ۲   | ۳    | ۳    | ۸     |
| ۵               | مجارستان            | ۲   | ۰    | ۱    | ۳     |
| ۶               | استرالیا            | ۱   | ۳    | ۲    | ۶     |
| ۷               | ایتالیا             | ۱   | ۳    | ۱    | ۵     |
| ۸               | جامائیکا            | ۱   | ۲    | ۰    | ۳     |
| ۸               | فنلاند              | ۱   | ۲    | ۰    | ۳     |
| ۱۰              | آرژانتین            | ۱   | ۱    | ۰    | ۲     |
| ۱۰              | چکسلواکی            | ۱   | ۱    | ۰    | ۲     |
| ۱۲              | اتریش               | ۱   | ۰    | ۱    | ۲     |
| ۱۲              | بلژیک               | ۱   | ۰    | ۱    | ۲     |
| ۱۴              | بریتانیای کبیر      | ۰   | ۶    | ۱    | ۷     |
| ۱۵              | سوئیس               | ۰   | ۱    | ۱    | ۲     |
| ۱۶              | سیلان               | ۰   | ۱    | ۰    | ۱     |
| ۱۶              | نروژ                | ۰   | ۱    | ۰    | ۱     |
| ۱۶              | یوگسلاوی            | ۰   | ۱    | ۰    | ۱     |
| ۱۹              | پاناما              | ۰   | ۰    | ۲    | ۲     |
| ۲۰              | ترکیه               | ۰   | ۰    | ۱    | ۱     |
| ۲۰              | دانمارک             | ۰   | ۰    | ۱    | ۱     |
| ۲۰              | کانادا              | ۰   | ۰    | ۱    | ۱     |
| مجموع (۲۲ کشور) | مجموع (۲۲ کشور)     | ۳۳  | ۳۳   | ۳۳   | ۹۹    |

## نتایج

### مردان
| رویداد              | طلا                                                                              | طلا       | نقره                                                                     | نقره      | برنز                                                                          | برنز      |
| ۱۰۰ متر             | هریسون دیلرد · ایالات متحده آمریکا                                               | ۱۰٫۳      | بارنی یوئل · ایالات متحده آمریکا                                         | ۱۰٫۴      | لوید لا لبیچ · پاناما                                                         | ۱۰٫۶      |
| ۲۰۰ متر             | مل پاتون · ایالات متحده آمریکا                                                   | ۲۱٫۱      | بارنی یوئل · ایالات متحده آمریکا                                         | ۲۱٫۱      | لوید لا لبیچ · پاناما                                                         | ۲۱٫۲      |
| ۴۰۰ متر             | آرتور وینت · جامائیکا                                                            | ۴۶٫۲      | هرب مک‌کنلی · جامائیکا                                                    | ۴۶٫۴      | مال ویتفیلد · ایالات متحده آمریکا                                             | ۴۶٫۸      |
| ۸۰۰ متر             | مال ویتفیلد · ایالات متحده آمریکا                                                | ۱:۴۹٫۲    | آرتور وینت · جامائیکا                                                    | ۱:۴۹٫۵    | مارسل آنسن · فرانسه                                                           | ۱:۴۹٫۸    |
| ۱۵۰۰ متر            | هنری اریکسون · سوئد                                                              | ۳:۴۹٫۸    | لنارت استرند · سوئد                                                      | ۳:۵۰٫۴    | ویلم سلیخویس · هلند                                                           | ۳:۵۰٫۴    |
| ۵۰۰۰ متر            | گاستون ریف · بلژیک                                                               | ۱۴:۱۷٫۶   | امیل زاتوپک · چکسلواکی                                                   | ۱۴:۱۷٫۸   | ویلم سلیخویس · هلند                                                           | ۱۴:۲۶٫۸   |
| ۱۰٬۰۰۰ متر          | امیل زاتوپک · چکسلواکی                                                           | ۲۹:۵۹٫۶   | الن میمون · فرانسه                                                       | ۳۰:۴۷٫۴   | برتیل البرتسون · سوئد                                                         | ۳۰:۵۳٫۶   |
| ۱۱۰ متر با مانع     | ویلیام پورتر · ایالات متحده آمریکا                                               | ۱۳٫۹      | کلاید اسکات · ایالات متحده آمریکا                                        | ۱۴٫۱      | کریگ دیکسون · ایالات متحده آمریکا                                             | ۱۴٫۱      |
| ۴۰۰ متر با مانع     | روی کاکرن · ایالات متحده آمریکا                                                  | ۵۱٫۱      | دانکن وایت · سیلان                                                       | ۵۱٫۸      | رون لارسون · سوئد                                                             | ۵۲٫۲      |
| ۳۰۰۰ متر با مانع    | توره خوستراند · سوئد                                                             | ۹:۰۴٫۶    | اریک المزتر · سوئد                                                       | ۹:۰۸٫۲    | گوته هاگستروم · سوئد                                                          | ۹:۱۱٫۸    |
| ۴×۱۰۰ متر با مانع   | ایالات متحده آمریکا (USA) · بارنی یوئل · لورنز رایت · هریسون دیلرد · مل پاتون    | ۴۰٫۶      | بریتانیای کبیر (GBR) · الستر مک‌کورکودیل · جک گریگوری · کن جونز · جک ارچر | ۴۱٫۳      | ایتالیا (ITA) · میشل تیتو · انریکو پروکونی · کارلو مونتی · انتونیو سیدی       | ۴۱٫۵      |
| ۴×۴۰۰ متر با مانع   | ایالات متحده آمریکا (USA) · روی کاکرن · کلیف بورلند · آرتور هارندن · مال ویتفیلد | ۳:۱۰٫۴    | فرانسه (FRA) · ژان کربل · فرانسیس شوهتا · روبر شف دوتل · ژاک لونیس       | ۳:۱۴٫۸    | سوئد (SWE) · کورت لوندکویست · لارس-اریک وولبراندت · فولکه النویک · رون لارسون | ۳:۱۶٫۰    |
| ماراتن              | دلفو کابررا · آرژانتین                                                           | ۲:۳۴:۵۱٫۶ | تام ریچاردز · بریتانیای کبیر                                             | ۲:۳۵:۰۷٫۶ | اتین گالی · بلژیک                                                             | ۲:۳۵:۳۳٫۶ |
| ۱۰ کیلومتر پیاده‌روی | یون میکلسون · سوئد                                                               | ۴۵:۱۳٫۲   | اینگمار یوهانسون · سوئد                                                  | ۴۵:۴۳٫۸   | فریتس شواب · سوئیس                                                            | ۴۶:۰۰٫۲   |
| ۵۰ کیلومتر پیادهٰ‌‌روی | یون یونگرن · سوئد                                                                | ۴:۴۱:۵۲   | گاستون گودل · سوئیس                                                      | ۴:۴۸:۱۷   | تیبس لوید جانسون · بریتانیای کبیر                                             | ۴:۴۸:۳۱   |
| پرش ارتفاع          | جان وینتر · استرالیا                                                             | 1.98 m    | بیورن پالسون · نروژ                                                      | 1.95 m    | جورج استانیک · ایالات متحده آمریکا                                            | 1.95 m    |
| پرش با نیزه         | گوین اسمیت · ایالات متحده آمریکا                                                 | 4.30 m    | ارکی کاتایا · فنلاند                                                     | 4.20 m    | باب ریچاردز · ایالات متحده آمریکا                                             | 4.20 m    |
| پرش طول             | ویلی استیل · ایالات متحده آمریکا                                                 | 7.825 m   | بیل بروس · استرالیا                                                      | 7.55 m    | هرب داگلاس · ایالات متحده آمریکا                                              | 7.54 m    |
| پرش سه‌گام           | آرنه اومهان · سوئد                                                               | 15.40 m   | گوردون جورج ایوری · استرالیا                                             | 15.36 m   | روحی ساری‌آلپ · ترکیه                                                          | 15.02 m   |
| پرتاب وزنه          | ویلبور تامپسون · ایالات متحده آمریکا                                             | 17.12 m   | جیم دلینی · ایالات متحده آمریکا                                          | 16.68 m   | جیم فوکس · ایالات متحده آمریکا                                                | 16.42 m   |
| پرتاب دیسک          | آدولفو کونسولینی · ایتالیا                                                       | 52.78 m   | جوزپه توسی · ایتالیا                                                     | 51.78 m   | فورتون گوردین · ایالات متحده آمریکا                                           | 50.77 m   |
| پرتاب چکش           | ایمره نیمت · مجارستان                                                            | 56.07 m   | ایوان گوبیان · یوگسلاوی                                                  | 54.27 m   | رابرت بنت · ایالات متحده آمریکا                                               | 53.73 m   |
| پرتاب نیزه          | تاپیو راوتاوارا · فنلاند                                                         | 69.77 m   | استیو سیمور · ایالات متحده آمریکا                                        | 67.56 m   | یوژف وارسشی · مجارستان                                                        | 67.03 m   |
| دهگانه              | باب متیاس · ایالات متحده آمریکا                                                  | ۷۱۳۹      | اینیاس آینریش · فرانسه                                                   | ۶۹۷۴      | فلوید سیمونز · ایالات متحده آمریکا                                            | ۶۹۵۰      |